# Юліан Квіт
Юліан Квіт (пол. Julian Kwit; нар. 1 грудня 1983, Валбжих, Валбжиський повіт, Нижньосілезьке воєводство) — польський борець греко-римського стилю, срібний призер чемпіонату світу серед військовослужбовців, бронзовий призер Всесвітніх ігор військовослужбовців, учасник Олімпійських ігор.

## Життєпис
Боротьбою почав займатися з 1992 року. У 1998 році став чемпіоном світу серед кадетів.
Виступав за спортивний клуб «ВКС Сланськ» Вроцлав. Тренери — Маріуш Гіцевіч (з 1995), Юзеф Трач (з 2004).

## Спортивні результати на міжнародних змаганнях

### Виступи на Олімпіадах
| Змагання                    | Збірна | Вагова категорія                 | Місце |
| --------------------------- | ------ | -------------------------------- | ----- |
| Літні Олімпійські ігри 2008 | Польща | греко-римська боротьба, до 74 кг | 13    |

### Виступи на Чемпіонатах світу
| Змагання                        | Збірна | Вагова категорія                 | Місце |
| ------------------------------- | ------ | -------------------------------- | ----- |
| Чемпіонат світу з боротьби 2001 | Польща | греко-римська боротьба, до 58 кг | 32    |
| Чемпіонат світу з боротьби 2005 | Польща | греко-римська боротьба, до 66 кг | 30    |
| Чемпіонат світу з боротьби 2007 | Польща | греко-римська боротьба, до 74 кг | 5     |
| Чемпіонат світу з боротьби 2009 | Польща | греко-римська боротьба, до 74 кг | 11    |

### Виступи на Чемпіонатах Європи
| Змагання                         | Збірна | Вагова категорія                 | Місце |
| -------------------------------- | ------ | -------------------------------- | ----- |
| Чемпіонат Європи з боротьби 2008 | Польща | греко-римська боротьба, до 74 кг | 5     |
| Чемпіонат Європи з боротьби 2011 | Польща | греко-римська боротьба, до 74 кг | 22    |

### Виступи на Чемпіонатах світу серед військовослужбовців
| Змагання                                                  | Збірна | Вагова категорія                 | Місце  |
| --------------------------------------------------------- | ------ | -------------------------------- | ------ |
| Чемпіонат світу з боротьби серед військовослужбовців 2006 | Польща | греко-римська боротьба, до 84 кг | 5      |
| Чемпіонат світу з боротьби серед військовослужбовців 2010 | Польща | греко-римська боротьба, до 74 кг | Срібло |

### Виступи на Всесвітніх іграх військовослужбовців
| Змагання                                | Збірна | Вагова категорія                 | Місце  |
| --------------------------------------- | ------ | -------------------------------- | ------ |
| Всесвітні ігри військовослужбовців 2007 | Польща | греко-римська боротьба, до 74 кг | Бронза |

### Виступи на інших змаганнях
| Змагання                                                        | Збірна | Вагова категорія                 | Місце  |
| --------------------------------------------------------------- | ------ | -------------------------------- | ------ |
| Гран-прі Німеччини з боротьби 2005                              | Польща | греко-римська боротьба, до 66 кг | 5      |
| Гран-прі Німеччини з боротьби 2007                              | Польща | греко-римська боротьба, до 74 кг | 17     |
| Гран-прі Німеччини з боротьби 2008                              | Польща | греко-римська боротьба, до 74 кг | Бронза |
| Золотий Гран-прі з боротьби 2009                                | Польща | греко-римська боротьба, до 74 кг | 14     |
| Гран-прі Німеччини з боротьби 2010                              | Польща | греко-римська боротьба, до 74 кг | 10     |
| Гран-прі Іспанії з боротьби 2011                                | Польща | греко-римська боротьба, до 74 кг | Срібло |
| Турнір Дана Колова — Николи Петрова 2012                        | Польща | греко-римська боротьба, до 74 кг | 23     |
| Олімпійський кваліфікаційний турнір з боротьби 2012 (Гельсінкі) | Польща | греко-римська боротьба, до 66 кг | 10     |

### Виступи на змаганнях молодших вікових груп
| Змагання                                       | Збірна | Вагова категорія                 | Місце  |
| ---------------------------------------------- | ------ | -------------------------------- | ------ |
| Чемпіонат Європи з боротьби серед юніорів 2002 | Польща | греко-римська боротьба, до 63 кг | 13     |
| Чемпіонат світу з боротьби серед юніорів 2003  | Польща | греко-римська боротьба, до 66 кг | 20     |
| Світові молодіжні ігри серед кадетів 1998      | Польща | греко-римська боротьба, до 42 кг | 4      |
| Чемпіонат світу з боротьби серед кадетів 1998  | Польща | греко-римська боротьба, до 42 кг | Золото |
| Чемпіонат світу з боротьби серед кадетів 1999  | Польща | греко-римська боротьба, до 50 кг | 10     |
| Чемпіонат Європи з боротьби серед кадетів 2000 | Польща | греко-римська боротьба, до 58 кг | 7      |